# Памукале
Памукале (тур. Pamukkale — „Памучна тврђава") је комплекс јединствених минералних извора у југозападној Турској, у близини града Денизлија. Локалитет је чувен по јединственим геолошким формацијама, насталим приликом активности подземних вулкана, пре око 15 000 година. Састоји се од топлих извора и каскадно поређаних плитких терасастих базена снежно беле боје (травертин), од калцијум бикарбоната, насталих преливањем минералних вода и таложењем минерала.
Локалитет је 1988. године уписан у светску баштину Унеска, а данас је популарна туристичка дестинација.

## Геологија
Локалитет Памукале препознатљив је по терасасто поређаним базенима од камена травертина, насталим од калцијум бикарбоната током активности подземних вулкана, пре око 15.000 година. Карактеристичне су беле боје и испуњени су минералном водом за коју се верује да је лековита. Хемијска формула минерализације током које настаје травертин је: Ca (HCO3) + O2 = CaCO + CO2 + H2O.

### Травертин
Травертин је камен кречњачке структуре који води порекло од минералне стене која се назива седра или бигар. Седра је седиментна стена из групе карбонатних стена која је изграђена од калцита. Настаје око хладних извора таложењем калцијум карбоната, а зависно од места настанка, седра може бити: језерска, речна и изворска. Карактеристична шупљикаста и рупичаста текстура травертина је производ таложења калцита око биљака које, након изумирања, остављају шупљине у камену.

## Историја
У близини травертина налази се древни град Хијераполис. Легенда каже да је пре око 2.500 година краљ Еумен II од Пергама, занесен сјајем травертина, у близини саградио је град. Одавајући почаст својој жени Хиери, Телефос је основао град Пергамон, а регион је назвао Хиераполис.
Хиераполис је од давнина био познат по лековитим термалним водама. Дуго се сматрао центром за лечење и бањом, а чак и данас привлачи посетиоце који траже терапеутско и подмлађујуће дејство тих вода. Базен  окружен античким стубовима и мермером, са температуром од 36 °C током целе године, познат је и по имену Клеопатрин базен. Легенда каже да се египатска краљица Клеопатра, краљица Египта, купала управо у том базену. Цео локалитет Памукале, заједно са древним Хијераполисом, је заштићен и од 1988. године налази се на Унесковој листи светске баштине.

## Туристички локалитет
Турска је веома богата минералним изворима и само у округу Денизли (у којем се налази Памукале) има 17 извора термалних вода чија температура на извору варира од 37 до чак 90 °C. Туристички комплекс Памукале може се поделити на пет целина:
- Беле терасе са базенима травертине са базенима;
- “Клеопатрин базен” са бањском водом температуре од 36 °C током целе године; т
- Археолошко налазиште из античког римског периода – Хиераполис, који је у 2. веку п.н.е. саградио пергамонски краљ Еумен II;
- Музеј са предметима пронађеним на локалитету и околини;
- Некропола, односно велико античко гробље Хеираполиса на западном улазу у комплекс. За обилазак Памукала, потребно је неколико сати. Читав комплекс је 1988. године проглашен је делом УНЕСЦО-ве светске природне и културне баштине.[1]

На врху брда, изнад каскадних базена, на дужини од око 2,7 km и ширини од око 600 m, налазе се остаци античког града и бање Хиераполис. У литератури се Хиераполис помиње као „Свети град”. Веома је добро очуван. Иза „Клеопатриног базена” види се изузетно очуван амфитеатар који се издваја међу позориштима из римског периода по карактеристичним рељефима који приказују митолошке приче, сјајној сценској згради и степеницама за седење. Римско купатило, некада угледни термални центар, изграђено од блокова камења травертина, преуређено је у Музеј Хиераполиса, археолошки музеј у ком се чува колекција артефаката откривених током ископавања оближњих рушевина, као што су Лаодикија и Триполис. У окружењу има и других античких грађевина: остаци римских купатила, гимназијума и библиотеке, Аполонов храм, светилиште посвећено богу Плутону, Тријумфална капија, као и велико античко гробље (некропола) на западном ободу локалитета.
Некропола Хиераполиса сматра се једном од највећих и најочуванијих античких гробаља у Турској. У оквиру ње се може видети преко 1200 саркофага. Ту су и кружни тумулуси, сазидани од кречњачког камена. На гробљу су у античком периоду сахрањивани не само становници града, већ и посетиоци, болесници који су долазили у бањско лечилиште у потрази за оздрављењем.
На каскадним базенима није дозвољено ићи у обући. С обзиром да је током летњих месеци температура ваздуха близу 40 °C очекивало би се да је камен врућ и непријатан за ходање, међутим, захваљујући свом хемијском саставу, ова бела стена је пријатно млака. Само одређен број базена испуњен је водом, док су остали празни. Ради заштите и очувања базена направљен је систем за дозирање протока воде од самог извора до базена. Уколико би се вода пустила да тече природним током, постоји опасност да би се базени временом препунили и чак урушили.

## Галерија
- Извори
- Зид
- Кратки видео заштићеног локалитета
- Падина Памукале
- Кречњачка конкреција